# Sông Mara

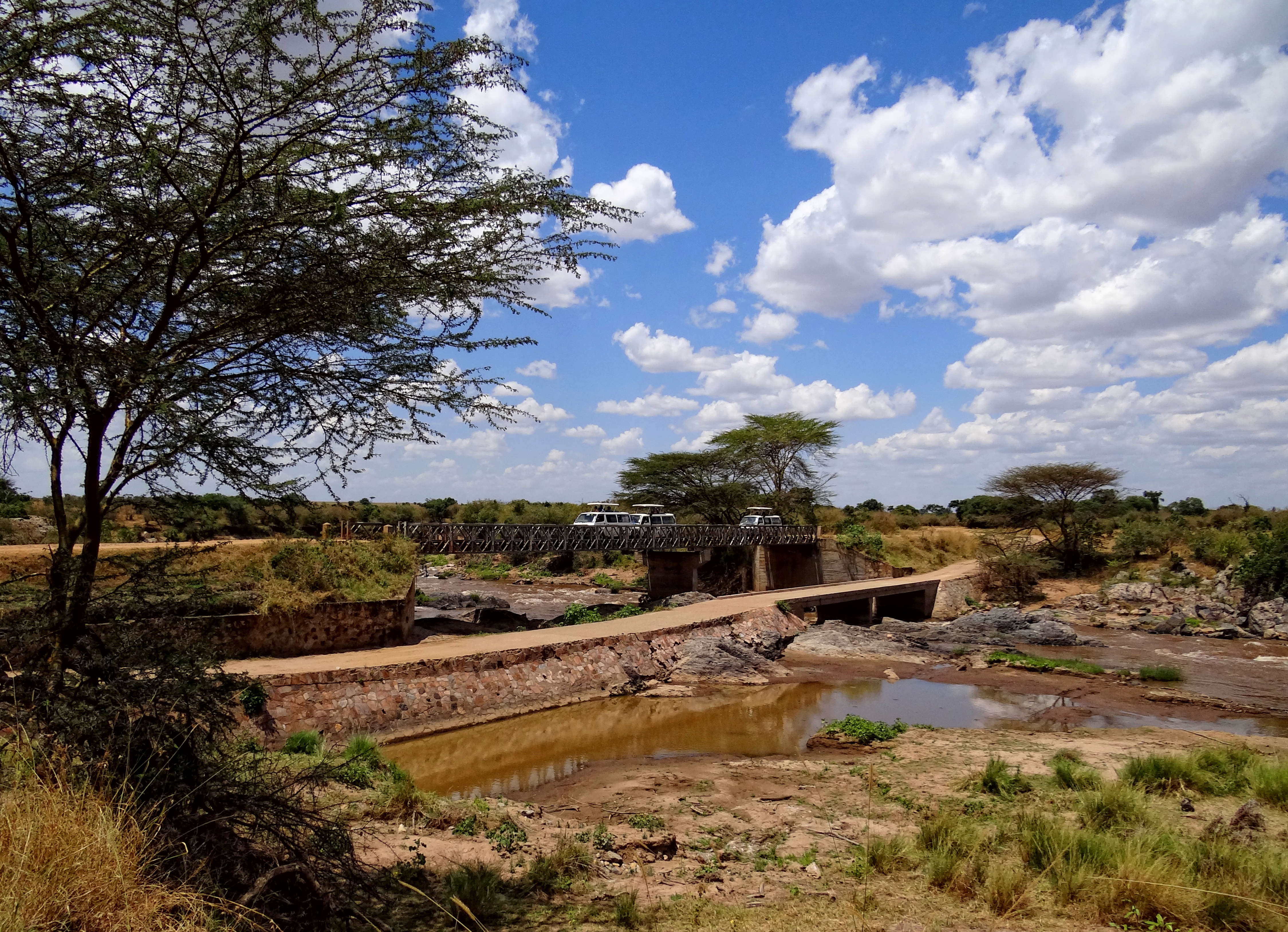
Chiếc cầu tại biên giới Kenya và Tanzania

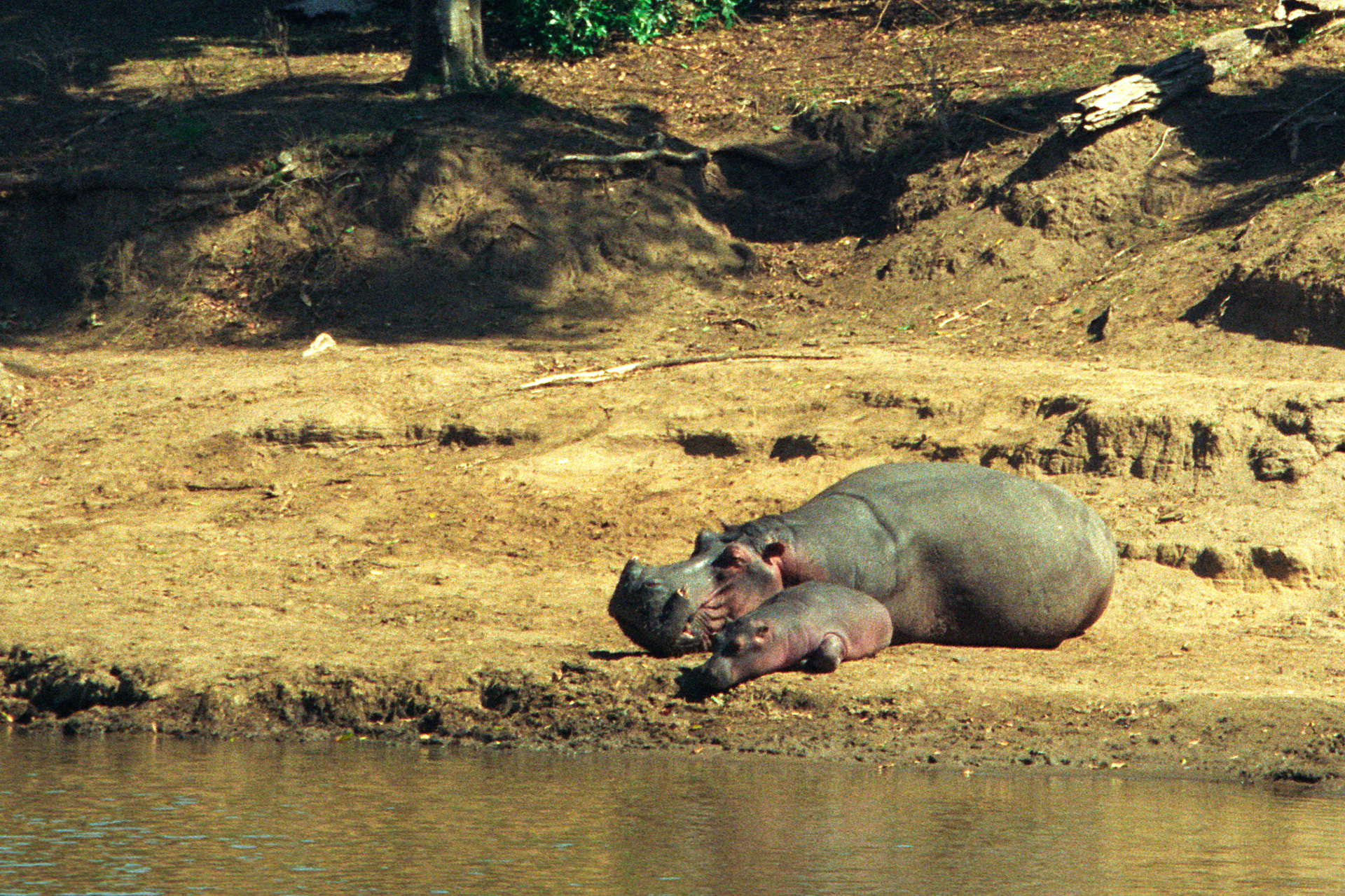
Hà mã và con non, sông Mara, Kenya

Sông Mara là một dòng sông tại vùng Mara ở Tanzania và huyện Narok ở Kenya, nằm trên con đường di cư của động vật móng guốc trong khu bảo tồn động vật Serengeti/Maasai Mara.

## Dòng chảy
Lưu vực sông Mara bao gồm diện tích bề mặt 13,504 km², trong đó khoảng 65% nằm ở Kenya và 35% ở Tanzania. Từ nguồn cội ở cao nguyên Kenya, dòng chảy sông khoảng 395 km và có nguồn gốc từ vách đá Mau Escarpment, chảy vào hồ Victoria. Lưu vực có thể được tạm chia thành bốn vùng đất dùng và/hoặc đơn vị hành chính.

## Vùng miền Mara
Vách đá Mau: sông Mara bắt nguồn từ đầm lầy Napuiyapi (2932 m), với nhánh phụ lưu là Amala và Nyangores, chảy ra khỏi phía tây vách đá Mau. Nơi này thuộc lưu vực bồi đắp rừng bên cạnh, cả khu nông nghiệp quy mô nhỏ (ít hơn 10 mẫu Anh) và các trang trại quy mô vừa (thường là trang trại trà lên đến 40 mẫu Anh).